# 棚户区

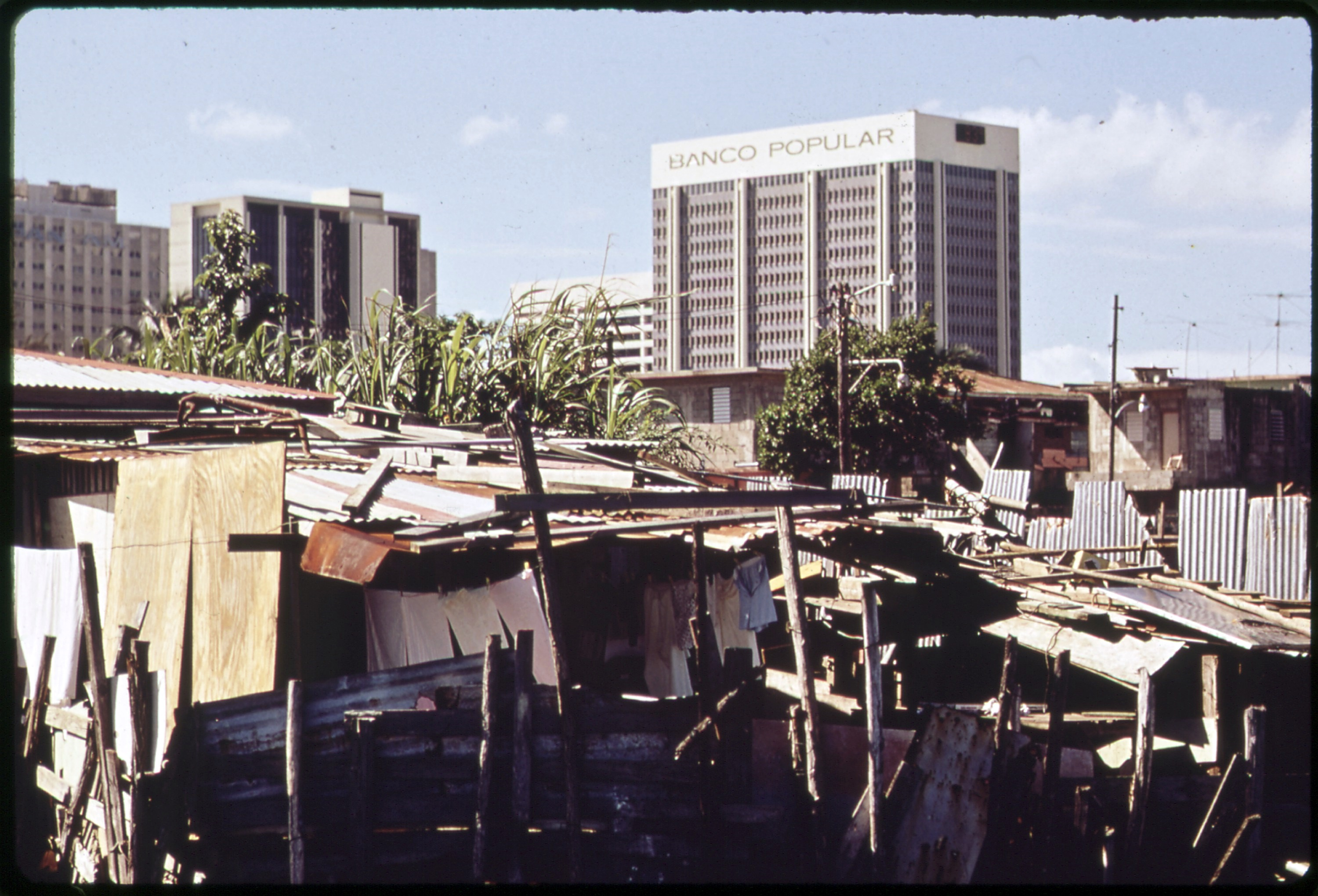
美國波多黎各首府聖胡安市中心的棚戶區，攝於1973年

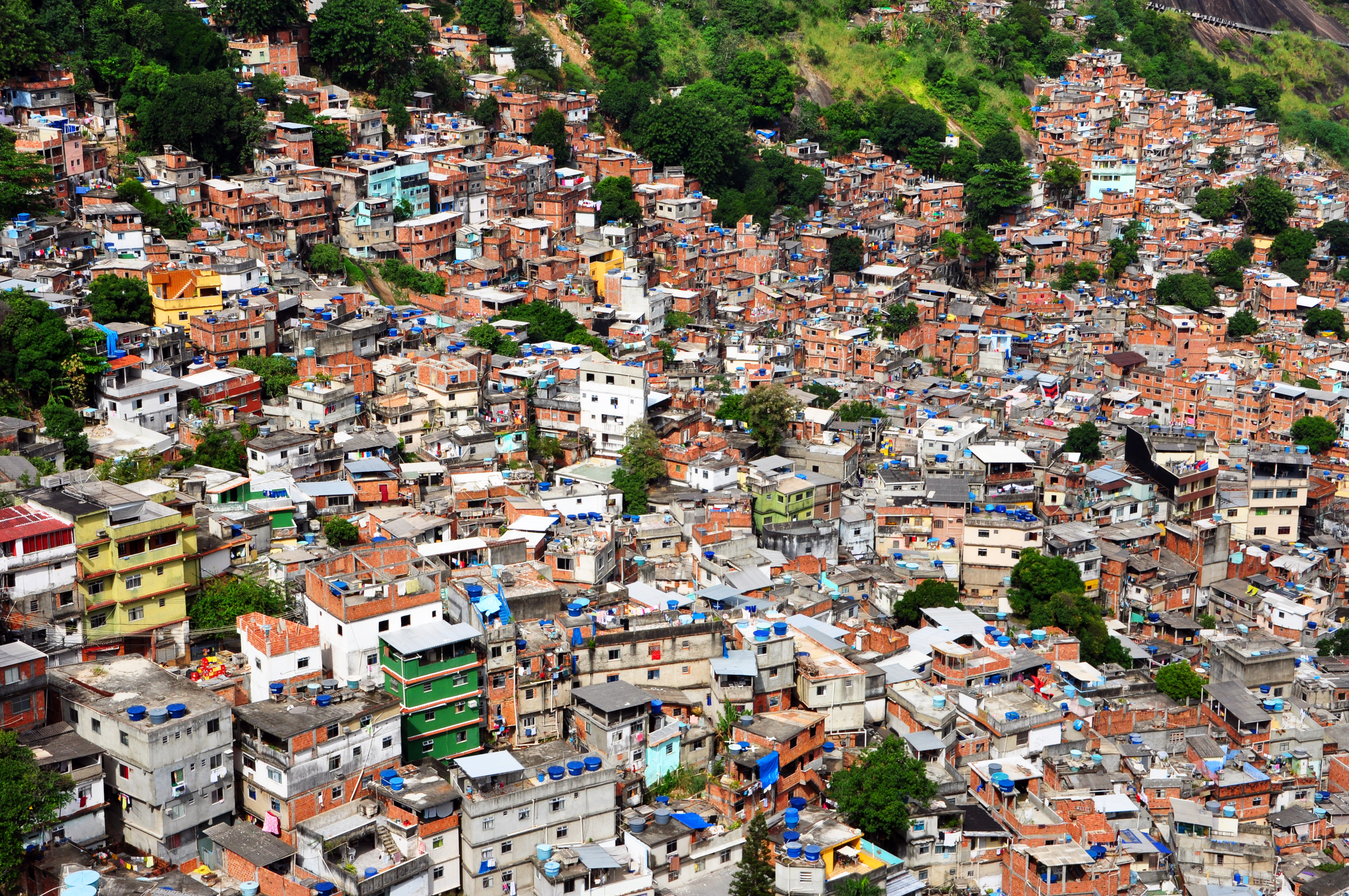
巴西里約熱內盧的棚戶區

棚户区一般指城市中有成片简陋民居的地区。根据中华人民共和国建设部的定义，棚户房为严重损坏房、危险房的房屋，棚户房建筑面积5万平方米以上的为棚户区。其性质类似于城中村、贫民窟。
中国现有的棚户区，有大量建设于中华民国大陸時期，也有不少是在1950年代建设的。中國改革開放之後也有，不過中國當局現在正積極通過都市更新消滅這樣的亂象，徵收問題則是主要阻力。

## 相關影視
《安居》以内蒙古包头市东河区北梁棚户区动迁为主线，讲述了在动迁过程中政府与群众勠力同心，最终实现和谐征拆，实现广大群众安居梦想的故事。